# Apollonia (nome)
Apollonia  è un nome proprio di persona italiano femminile.

## Varianti
- Maschili: Apollonio[1][2][3]

### Varianti in altre lingue
- Catalano: Apol·lònia[4]
- Ceco: Apolena[5]
- Danese: Abelone[5]
  - Ipocoristici: Lone[5]
- Francese: Apolline[5]
- Greco antico: Απολλωνία (Apollonia)[5]
- Inglese: Apollonia
- Latino: Apollonia[1]
- Olandese: Apollonia
- Polacco: Apolonia[5]
  - Ipocoristici: Pola[5]
- Portoghese: Apolónia[5]
- Portoghese brasiliano: Apolônia[5]
- Russo: Аполлония (Apollonija)
- Serbo: Аполонија (Apolonija)
- Slovacco: Apolena[5]
- Sloveno: Apolonija[5]
  - Ipocoristici: Polona[5]
- Spagnolo: Apolonia[4]
- Svedese: Apollonia
- Tedesco Apollonia
- Ungherese: Apollónia

## Origine e diffusione

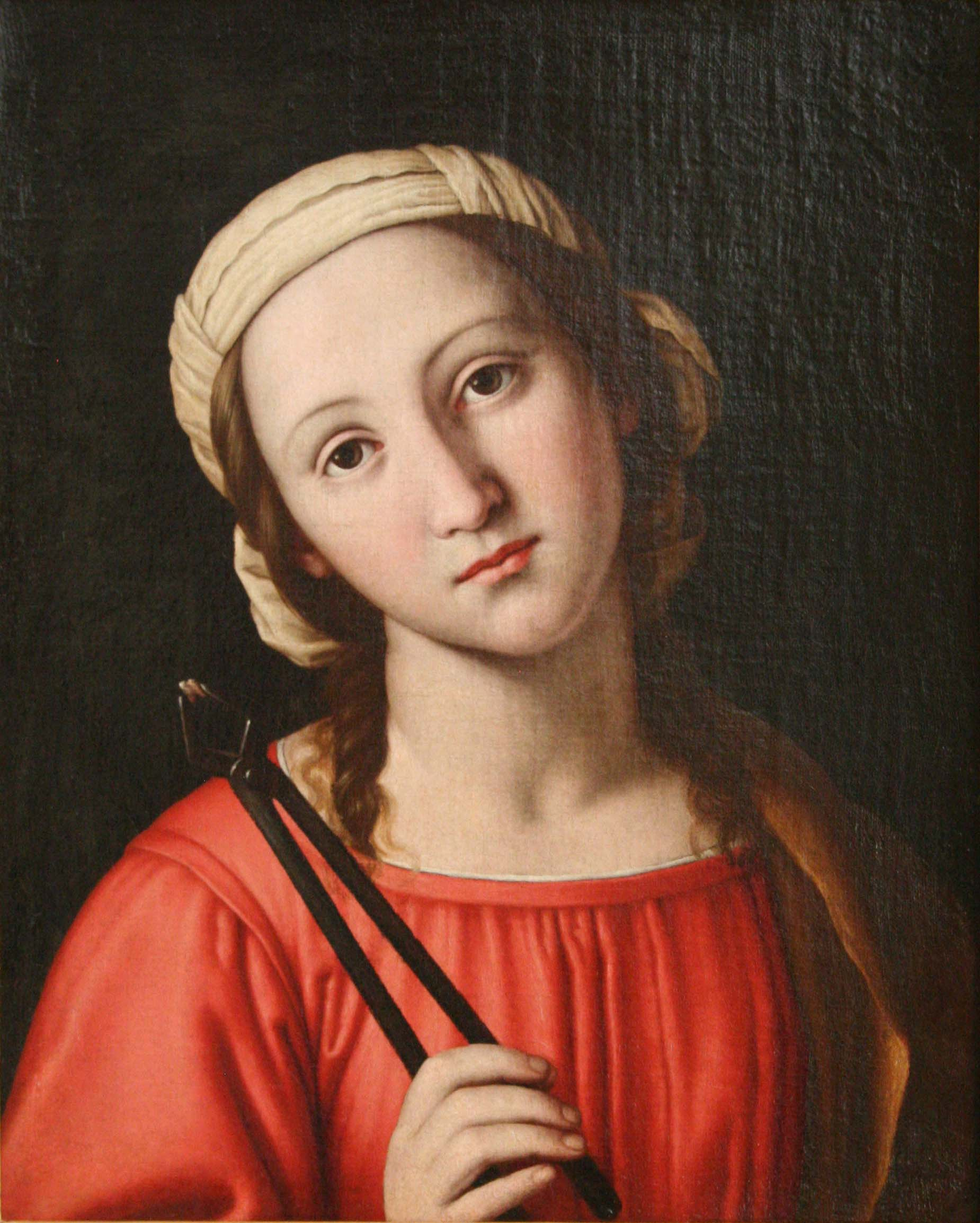
Sant'Apollonia, di Giovanni Battista Salvi

È il femminile del nome greco antico Ἀπολλώνιος (Apollonios), dal significato teoforico di "sacro ad Apollo", "appartenente ad Apollo".
Al contrario della sua forma maschile, ben attestata in epoca classica ed oggi assai rara, grazie alla venerazione verso sant'Apollonia il femminile ha goduto di ampia diffusione durante il Medioevo sia nei paesi ortodossi che in quelli cattolici, mantenendo una buona diffusione anche in epoca moderna. In Italia è maggiormente diffuso in Veneto, Sicilia ed estremo Sud.

## Onomastico
L'onomastico si festeggia il 9 febbraio in memoria di santa Apollonia, vergine e martire ad Alessandria d'Egitto, invocata contro il mal di denti. Si ricordano con questo nome anche due beate, Apollonia del Santissimo Sacramento, religiosa delle Suore carmelitane della carità di Vedruna, martire a Barcellona, e Apollonia di Nagasaki, martire in Giappone.

## Persone
- Apollonia di Alessandria, santa greca

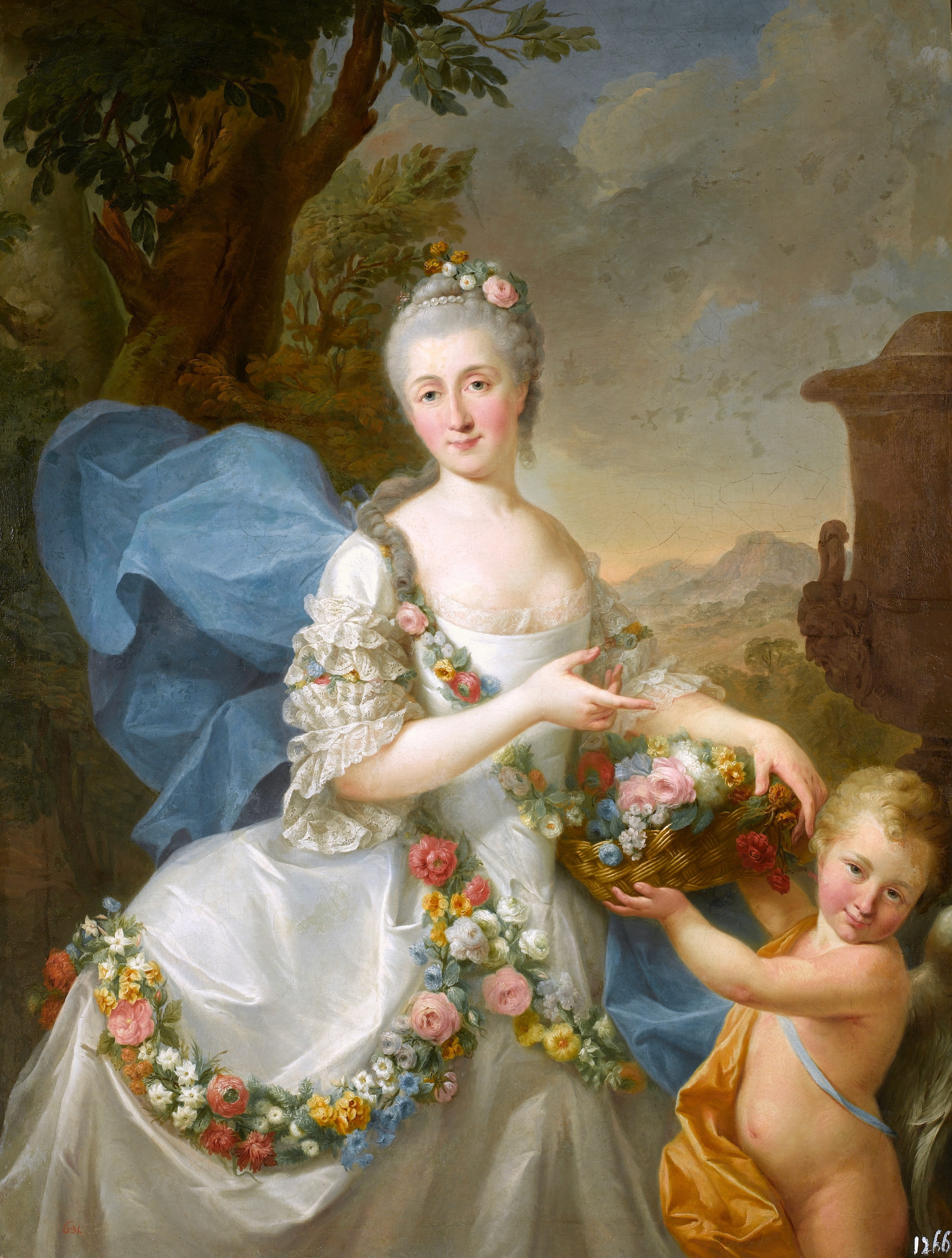
Apolonia Ustrzycka

### Varianti
- Polona Dornik, cestista jugoslava
- Polona Hercog, tennista slovena
- Apolonia Ustrzycka, nobile polacca

## Il nome nelle arti
- Apollonia Vitelli-Corleone è un personaggio del romanzo di Mario Puzo Il padrino, e dell'omonimo film da esso tratto.
- Apolline Delacour è un personaggio della serie di romanzi Harry Potter, scritta da J. K. Rowling.